# Joseph Caillaux
Joseph Caillaux (ur. 30 marca 1863, zm. 21 listopada 1944) – francuski polityk, lider Partii Radykalnej. Premier Francji w latach 1911-1912, zwolennik pojednania z Niemcami oraz autor planu pokojowego kończącego II kryzys w Maroku w 1912 roku.

## Życiorys
Jego ojcem był francuski polityk i minister Eugène Caillaux. Joseph Caillaux urodził się w 1863 roku w Mamers. W wieku 18 lat ukończył liceum w Mamers po czym wstąpił École polytechnique w Paryżu.
Swoją karierę polityczną Joseph rozpoczął w 1902 roku, kiedy po raz pierwszy został wybrany do Zgromadzenia Narodowego, wcześniej piastując funkcję w administracji publicznej.
27 czerwca 1911 roku został wybrany na 75. premiera Francji. Urząd piastował zaledwie 6 miesięcy, 21 stycznia 1912 roku Caillaux podał się do dymisji, a jego miejsce zastąpił Raymond Poincaré.
Po odejściu ze stanowiska premiera piastował liczne posady ministerialne. W 1914 roku podał się do dymisji z funkcji ministra finansów po tym jak jego żona, Henriette zastrzeliła edytora Le Figaro, Gastona Calmette. 
Podczas I wojny światowej był przewodniczącym partii pokoju działającej na rzecz zawieszenia działań wojennych i zawarcia pokoju z Niemcami. Z tego powodu został aresztowany w 1917 roku z polecenia Clemenceau. 23 kwietnia 1920 roku został skazany na 3 lata więzienia. Pozbawiono go także praw publicznych.  Po zrehabilitowaniu kontynuował karierę polityczną.
W latach 20. XX wieku był członkiem gabinetów rządowych partii lewicowych. Trzykrotnie pełnił funkcję ministra finansów.
25 sierpnia 1906 roku ożenił się z Berthą Gueydan, z którą się rozwiódł w marcu 1911 roku. W październiku tego samego roku ożenił się z Henriettą Raynouard, z którą utrzymywał kontakty od roku 1907.
Joseph Caillaux zmarł w 1944 roku w Paryżu w wieku 81 lat. Jego ciało zostało pochowane na cmentarzu Père-Lachaise w Paryżu (kwartał 54).